# Gneo Pompeo Strabone
Gneo Pompeo Strabone (in latino Gnaeus Pompeius Strabo; Firmum Picenum, 135 a.C. – Roma, estate 87 a.C.) è stato un militare romano, padre del famoso comandante militare Gneo Pompeo Magno.

## Biografia
Era figlio di un Sesto Pompeo e nipote di uno Gneo Pompeo, mentre sua madre era una Lucilia, sorella del poeta Gaio Lucilio. Aveva un fratello maggiore, Sesto Pompeo Virdoctus, e una sorella minore, Pompea. 
Fu il primo del suo ramo dei Pompei a raggiungere lo stato senatoriale a Roma, nonostante i pregiudizi anti-rurali del Senato romano.
Fu questore in Sicilia nel 104 a.C. Dopo aver dimostrato il suo talento militare, Strabone scalò le tappe del cursus honorum fino a divenire console nell'anno 89 a.C., durante la guerra sociale.
Strabone comandò le forze romane contro gli alleati italici nel nord dell'Italia: la città di Laus Pompeia, costruita sul sito di un antico insediamento boico, fu così nominata proprio in suo onore. Dopo un lungo assedio conquistò la città di Ascoli, trucidò i capi della rivolta e mandò in esilio parte dei suoi abitanti.
Le sue tre legioni romane furono determinanti nella vittoria di Roma. Concesse la cittadinanza ad un gruppo di cavalieri iberici che si era distinto al suo comando (virtutis caussa) durante la guerra civile, iscrivendoli nelle varie tribù romane, del cui provvedimento ci rimane una celebre epigrafe bronzea.
Nell'89 a.C. promosse la Lex Pompeia de Transpadanis, che concesse il diritto latino anche ai Transpadani. Secondo alcuni studiosi è anche colui che l'ha proposta a Roma.
Dopo il consolato e la guerra, Strabone si ritirò nel Picenum con i suoi veterani. Quando Silla prese il posto di Pompeo nella guerra contro Mitridate e lasciò Quinto Pompeo Rufo in carica dell'Italia, il Senato gli ordinò di lasciare l'esercito al console in carica, ma Strabone, contrariato, prima di consegnargli l'esercito lo fece uccidere. Silla lasciò perdere questo episodio perché era in viaggio per la Grecia.
Rimase lì fino all'87 a.C., quando Cinna fu cacciato dall'Urbe dal collega Ottavio rispose all'appello degli ottimati che volevano il suo appoggio contro i mariani. Anche se marciò verso Roma lentamente perché non era convinto da che parte schierarsi, alla fine fu costretto a combattere contro Cinna e Sertorio. La battaglia non fu decisiva ma Cinna dopo ciò cercò di assassinarlo inutilmente. Morì a causa di un fulmine o più probabilmente di una pestilenza nell'estate di quello stesso anno. Il figlio di Strabone, il famoso Gneo Pompeo Magno, si mise a capo delle legioni del padre e le ricondusse nel Picenum.

## Discendenza
Da sua moglie, anche lei una Lucilia come sua madre, ebbe un figlio e due figlie:
- Pompea;
- Gneo Pompeo Magno, generale, politico e triumviro;
- Pompea Strabonia; sposò prima Gaio Memmio, a cui diede un figlio omonimo che divenne noto per la sua ricchezza; e poi, dopo essere rimasta vedova nel 75 a.C., Publio Cornelio Silla, nipote del dittatore Silla.